# Kaxuyana
Kaxuiâna (Kaxuyana, Caxuiana, Kachúyana, Kaxuiana, Kasuiana, Katxhuyana, Kashuiéna, Káchwâna, Kaciana), pleme karipskih Indijanaca iz brazilske države Pará s rijeka Imabu i Trombetas. Jezično su srodni Warikyanama. Populacija im iznosi 134 (1986 SIL). Danas žive među drugim plemenima, najviše među Tiriyó i Hixkaryána Indijancima na rezervatima Parque Indígena do Tumucumaque.